# Surma (rzeka)
Surma (wym. sûr'mu, soor'mä) (Barak) – rzeka w północno-wschodnich Indiach i wschodnim Bangladeszu o długości około 900 km.
Jej bieg zaczyna się we wzgórzach Manipur (na północy stanu o tej samej nazwie), gdzie nazywana jest Barak, i płynie na zachód doliną Surma, gdzie rozdziela się na wiele odnóg. Łączą się one na zachodnim krańcu doliny, po czym bieg rzeki osiąga stan Mizoram i skręcając na północ przekracza granicę stanu Asam (w dystrykcie Cachar), okrążając od zachodu miasto Silchar. Poniżej Badarpur w Cachar rozdziela się na dwie odnogi. Jedna z nich, mijająca Srihotto, nazywa się dalej Surma. Druga (wpływając do Bangladeszu) nazywana jest Kusiara (Kusiyara), aż do kolejnego podziału na odnogi, zwane Bibiana lub Kalni, która łączy się z Surma niedaleko Ajmiriganj, oraz drugiej, która ponownie określana jest jako Barak i łączy się na powrót z Surma niedaleko Habiganj. Rzeka Surma tworzy własne rozbudowane dorzecze, będące częścią dorzecza bengalskiego, na północnym wschodzie Bangladeszu.
W Bhairab Bazar w Mymensingh (Bangladesz), Surma łączy się ze starym kanałem Brahmaputry i tworzy z nim rzekę Meghna, płynącą dalej przez Bangladesz. Jest jedną z dwóch, obok Brahmaputry rzek stanu Asam, zasilającą w wodę jego południową część. Do Silchar Surma jest rzeką żeglowną podczas pory deszczowej.
Dolina rzeki na granicy Indii i Bangladeszu jest żyzna. Uprawia się w niej ryż, herbatę, ziarna oleiste.